# Schaum Automobile & Motor Manufacturing Company
Schaum Automobile & Motor Manufacturing Company war ein US-amerikanischer Hersteller von Automobilen.

## Unternehmensgeschichte
William A. Schaum gründete das Unternehmen im März 1900. Der Sitz war in Baltimore in Maryland. Er stellte Zündkerzen, andere Zubehörteile sowie komplette Automobile her. Der Markenname lautete Schaum. Außerdem fertigte er zehn Fahrzeuge für die Autocarette Company. Die Verbindung erwies sich als Problem. 1903 endete die Produktion. Insgesamt entstanden 16 Fahrzeuge mit dem eigenen Markennamen.
Schaum verließ die Stadt, änderte seinen Namen auf William A. de Schaum und gründete 1906 in Buffalo die De Schaum Motor Syndicate Company.

## Fahrzeuge der Marke Schaum
Die Fahrzeuge hatten Einzylindermotoren. Sie leisteten zwischen 4 und 7 PS. Die Motorleistung wurde über eine Kette an die Hinterachse übertragen. Die Karosserie war offen. Sie wurden als Runabout bezeichnet und boten wahlweise Platz für zwei, vier oder sechs Personen. Die Höchstgeschwindigkeit war mit 32 km/h angegeben.